# Блумінг (футбольний клуб)
«Блу́мінг» (англ. «Club Blooming») — болівійський футбольний клуб із Санта-Крус-де-ла-Сьєрра. Заснований 1 травня 1946 року.

## Досягнення
- Чемпіон (5): 1984, 1998, 1999, 1993, 2005-А, 2009-К

- Володар кубка Болівії (2): 1983, 1987

- Володар Копа Аеросур (2): 2006, 2008